# Horserød (interneringsläger)
Horserødlägret (danska Horserødlejren) var ett danskt internerings- och transitläger i Horserød Hegn, beläget c:a 7 kilometer från Helsingör. Lägret togs i bruk av det danska fängelseväsendet 1945/1946 och går idag under namnet Horserød Statsfængsel och är en öppen anstalt med avdelningar för både män och kvinnor. Under Tysklands ockupation har lägren inte betecknats som koncentrationsläger, även om de fyllde samma funktion. Till skillnad från de tyska koncentrationslägren var Horserødlägren inte underställda SS.

## Historik

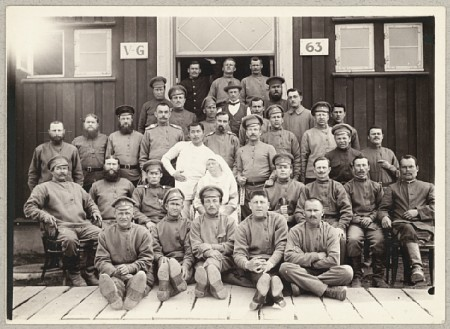
Gruppbild på ryska krigsfångar i Horserødlägret.

Horserødlägret upprättades 1917 av Röda Korset som en humanitär inrättning. Då lägret öppnade var det med sina 90 baracker Danmarks näst största sjukhus och vårdhem. Under det första världskriget erbjöd Danmark att inhysa ett visst antal sjuka och sårade ryska soldater, som hade varit krigsfångar i Tyskland. Redan vid öppnandet av lägret internerades 3 000 officerare och 1 200 meniga och underofficerare. Dessa kunde senare återvända till Ryssland efter att landet hade dragit sig ur kriget på grund av revolutionen. Med tiden ankom även cirka 500 franska, italienska, brittiska och belgiska soldater som suttit i tyska krigsfångeläger. Vid krigsslutet kunde internerna resa hem, men på grund av spanska sjukan var det många som dog under vistelsen i Danmark. Ungefär 40 franska soldater ligger idag begravda i en särskild minneslund på Helsingörs kyrkogård. De belgiska och engelska soldater som avled under vistelsen i Danmark ligger begravda på Vestre Kirkegård i Köpenhamn.
Horserødlägret togs över av generalkonsul Jens Olsen 1920 som använde området som feriekoloni för barn från Sønderjylland, främst från området i och omkring Flensburg. Många av dessa barn var sjuka eller undernärda och vistades här för att återhämta sig. Lägren användes också av dövstumma barn, husmödrar med svag hälsa och scouter. Efter att lägret hade satts på offentlig auktion 1923, såldes 60 baracker för cirka 151 000 danska kronor. Dessa användes främst som sommarläger för skolbarn från Köpenhamn samt asylbarn fram till och med Nazitysklands ockupation av Danmark 1940.
När ockupationen blev ett faktum krävde Tyskland att tyska politiska flyktingar som hade anlänt till Danmark före kriget skulle arresteras och interneras. Därmed kom Horserødlägret att inhägnas och göras om till ett interneringsläger för tillfälligt vistelse av interner innan de sändes till Tyskland. Sommaren 1940 internerades omkring 100 politiska flyktingar och i augusti året efter sändes de till Tyskland för att antingen bli avrättade eller internerade i koncentrationsläger. Under 1941 genomfördes arresteringar av danska kommunister, då Danmarks Kommunistiske Parti hade förbjudits efter att icke-aggressionspakten mellan Tyskland och Sovjetunionen hade upphört samma år. Från och med 4 augusti 1941 hörde således även många kommunister till de internerade i Horserødlägret. I samband med att tyskarna tog över lägret 29 augusti 1943, då undantagstillstånd hade utlysts och den danska samlingsregeringen avsatts, lyckades ett 90-tal interner fly från fångenskapen. De resterande internerna, många av dem kommunister, blev deporterade till koncentrationslägret Stutthof utanför Danzig i dagens Polen. I samband med detta togs omkring 150 danska intellektuella, politiker och akademiker som gisslan och internerades i Horserødlägret. De blev frisläppta under september och oktober 1943. Samma höst internerades i lägret de judar som tyskarna tillfångatog i samband med evakueringen av danska judar till Sverige. Många av dem överfördes efter några dagar till koncentrationslägret Theresienstadt i nordvästra Tjeckien. Även personer med anknytning till motståndsrörelsen, cirka 750 personer, internerades under samma period. Dessa överfördes till Frøslevlägret 1944.
Från april 1945 användes lägren som lasarettsläger för sårade tyska soldater. Efter att ockupationen upphört samma år användes lägren till internering av landsförrädare.